# Емерик Прессбургер
Е́мерик Пре́ссбургер (англ. Emeric Pressburger, справжні ім'я та прізвище — І́мре Йо́жеф Пре́ссбургер (угор. Pressburger Imre József); 5 грудня, 1902, Мішкольц, Австро-Угорщина — 5 лютого 1988, Сакстед, Велика Британія) — британський сценарист, кінорежисер і кінопродюсер угорського походження. Лауреат премія Оскар 1943 року за найкращий сценарій та низки інших фестивальних та професійних номінацій та кінонагород. З 17 його фільмів 16 зняті спільно з Майклом Пауеллом: «Один з наших літаків не повернулося», «Питання життя і смерті», «Чорний нарцис», «Червоні черевички» та ін.

## Біографія
Імре Йожеф Прессбургер народився в сім'ї заможного єврея — керуючого маєтком. Починав як журналіст, до 1933 року працював сценаристом на легендарній німецькій студії «Universum Film AG». Після приходу до влади фашистів емігрував до Лондона, де долучився до співтовариства угорських кінодіячів на чолі з Александром Кордою.
Період спільної роботи з Майклом Пауеллом тривав у 1939—1956 роках. За назвою заснованої ними студії The Archers Пауелла і Прессбургера прозвали «Лучниками». Багато з їхніх фільмів мали грандіозний успіх в англомовному світі, проте, не в самій Британії.
У титрах Пауелл і Прессбургер, як правило, були вказані і як режисери, і як продюсери, і як сценаристи, проте фактично за режисуру відповідав Пауелл, а Прессбургер вирішував організаційні питання — писав сценарії, продюсував фільми, опікувався монтажем, підбирав музичний супровід.
Після розпуску «Лучників» Прессбургер зосередився на письменстві. За одним з його романів Фред Циннеманн зняв у 1964 році гучний фільм «Побач коня блідого».
Слідами Емерика Прессбургера пішли його онуки — Ендрю Макдональд, продюсер стрічки «На голці», і Кевін Макдональд, режисер фільму «Останній король Шотландії».
У списку ста найкращих британських фільмів за версією Британського кіноінституту Емерику Прессбургеру належать чотири фільми, зняті у співавторстві з М. Пауеллом.

## Фільмографія
Режисер, сценарист і продюсер
* Жирним шрифтом виділені фільми, зрежисовані у співавторстві з Майклом Пауеллом
- 1942 : Один з наших літаків не повернувся / One of Our Aircraft Is Missing
- 1943 : Життя і смерть полковника Блімпа / The Life and Death of Colonel Blimp
- 1944 : Кентерберійська історія / A Canterbury Tale
- 1945 : Я знаю, куди я йду! / I Know Where I'm Going!
- 1946 : Питання життя і смерті (Сходи в небо) / A Matter of Life and Death
- 1947 : Чорний нарцис / Black Narcissus
- 1948 : Червоні черевички / The Red Shoes
- 1949 : Маленька задня кімната / The Small Back Room
- 1950 : Пішла під землю / Gone to Earth
- 1950 : Доблесний Пімпернал / The Elusive Pimpernel
- 1951 : Казки Гофмана / The Tales of Hoffmann
- 1952 : Дике серце / The Wild Heart
- 1953 : Двічі за часом / Twice Upon a Time
- 1955 : О… Розалінда!! / Oh… Rosalinda!!
- 1956 : Битва біля Ла-Плати / The Battle of the River Plate
- 1957 : Нічна засідка / Ill Met by Moonlight

Сценарист
- 1930 : Велике бажання / Die große Sehnsucht
- 1930 : Прощаниня / Abschied
- 1931 : Відраза / Das Ekel
- 1931 : Невелика авантюра / Der kleine Seitensprung
- 1931 : Еміль і сищики / Emil und die Detektive (у титрах не вказаний)
- 1931 : Ронні / Ronny
- 1932 : Невеликий розрив / Le petit écart
- 1932 : Прекрасна пригода / Das schöne Abenteuer
- 1932 : Туга 202 / Sehnsucht 202
- 1932 : Один з нас / Eine von uns (у титрах не вказаний)
- 1932 : Дівчинка і мільйон / Une jeune fille et un million
- 1932 : Прекрасна авантюра / La belle aventure
- 1932 : Старий покруч / A vén gazember
- 1933 : Дитя, я з нетерпінням чекаю твого приходу / Kind, ich freu' mich auf Dein Kommen (у титрах не вказаний)
- 1934 : Інкогніто / Incognito
- 1934 : Моє серце плаче за вами / Mein Herz ruft nach dir
- 1934 : Моє серце кличе тебе / Mon coeur t'appelle (у титрах не вказаний)
- 1934 : Мільйон мисливців / Milyon avcilari
- 1935 : Мосьє Сен-Жене / Monsieur Sans-Gêne
- 1935 : Абдул проклятий / Abdul the Damned (у титрах не вказаний)
- 1936 : Паризьке життя / La vie parisienne
- 1936 : Очима Заходу / Razumov: Sous les yeux d'occident (у титрах не вказаний)
- 1936 : Порт-Артур / Port-Arthur (у титрах не вказаний)
- 1937 : Великий бар'єр / The Great Barrier (у титрах не вказаний)
- 1939 : Шпигун у чорному / The Spy in Black
- 1939 : Тиха битва / The Silent Battle (у титрах не вказаний)
- 1940 : Шпигун на день / Spy for a Day
- 1941 : Атлантичний паром / Atlantic Ferry
- 1941 : 49-а паралель / 49th Parallel
- 1942 : Персні на її пальцях / Rings on Her Fingers (у титрах не вказаний)
- 1942 : Порушення обіцянки / Breach of Promise
- 1947 : Кінець річки / The End of the River (у титрах не вказаний)
- 1950-57 : Роберт Монтгомері представляє Robert Montgomery Presents (т/с)
- 1965 : Операція «Арбалет» / Operation Crossbow
- 1966 : Дивна компанія / They're a Weird Mob
- 1972 : Хлопчик, який став жовтим / The Boy Who Turned Yellow

Продюсер
- 1943 : Срібний флот / The Silver Fleet (у титрах не вказаний)
- 1947 : Кінець річки / The End of the River
- 1957 : Диво в Сохо / Miracle in Soho
- 1972 : Хлопчик, який став жовтим / The Boy Who Turned Yellow

## Визнання
| Рік                                    | Категорія                                                    | Фільм                                                           | Результат |
| -------------------------------------- | ------------------------------------------------------------ | --------------------------------------------------------------- | --------- |
| Венеційський міжнародний кінофестиваль |                                                              |                                                                 |           |
| 1948                                   | Великий міжнародний приз                                     | Червоні черевички (спільно з Майклом Пауеллом)                  | Номінація |
| 1949                                   | Золотий лев                                                  | Доблесний Пімпернал (спільно з Майклом Пауеллом)                | Номінація |
| 1950                                   | Золотий лев                                                  | Той, що пішов на землю (спільно з Майклом Пауеллом)             | Номінація |
| Премія «Оскар»                         |                                                              |                                                                 |           |
| 1943                                   | Найкращий сценарій                                           | Один з наших літаків не повернувся (спільно з Майклом Пауеллом) | Номінація |
| 1943                                   | Найкращий сценарій                                           | 49-а паралель                                                   | Перемога  |
| 1949                                   | Найкращий сценарій                                           | Червоні черевички                                               | Номінація |
| Спільнота кінокритиків Нью-Йорка       |                                                              |                                                                 |           |
| 1946                                   | Найкращий режисер (спільно з Майклом Пауеллом)               | Сходи в небо                                                    | 3-є місце |
| Премія «Боділ»                         |                                                              |                                                                 |           |
| 1948                                   | Найкращий європейський фільм                                 | Сходи в небо (спільно з Майклом Пауеллом)                       | Перемога  |
| Берлінський міжнародний кінофестиваль  |                                                              |                                                                 |           |
| 1951                                   | Срібний ведмідь за найкращу музику                           | Казки Гоффмана (спільно з Майклом Пауеллом)                     | Перемога  |
| Каннський міжнародний кінофестиваль    |                                                              |                                                                 |           |
| 1951                                   | Гран-прі фестивалю                                           | Казки Гоффмана (спільно з Майклом Пауеллом)                     | Номінація |
| Премія BAFTA                           |                                                              |                                                                 |           |
| 1957                                   | Найкращий британський сценарій                               | Битва біля Ла-Плати (спільно з Майклом Пауеллом)                | Номінація |
| 1957                                   | Стипендія Академії                                           | Стипендія Академії                                              | Перемога  |
| Премія Британського кіноінституту      |                                                              |                                                                 |           |
| 1983                                   | Премія за досягнення                                         | Премія за досягнення                                            | Перемога  |
| Лондонське коло кінокритиків           |                                                              |                                                                 |           |
| 1986                                   | Спеціальна премія за досягнення (спільно з Майклом Пауеллом) | Спеціальна премія за досягнення (спільно з Майклом Пауеллом)    | Перемога  |